# 董繼玲
董繼玲（英語：Chiling Tong，1958年—），美國臺灣裔政治人物與亞太裔權利倡議人士。現為全國亞裔總商會（National Ace）的總裁與CEO，也是國際領袖基金會（International Leadership Foundation, ILF）的創會總裁與現任 CEO。董繼玲曾受命於喬治·沃克·布希、巴拉克·歐巴馬與唐納·川普等美國總統擔任政府公職，也曾得到多數黨領袖密契·麥康諾、第62任馬里蘭州州長拉里·霍甘與第36任加州州長皮特·威爾遜的指派。是繼趙小蘭之後又一位活躍美國內閣的臺灣裔女性政治人物。

## 家庭教育背景
董繼玲出生於台北，母親為水新梅，父親則為中華民國陸軍中將董萍，曾任台灣地下鐵路工程處處長，人稱「台灣鐵路地下化之父」。伯祖父董顯光是中華民國總統蔣介石核心集團的一員，曾於1956到1958年間曾為中華民國駐美大使，並撰寫過蔣介石的傳記 （页面存档备份，存于）。表姐董愷悌是著名美籍華人新聞工作者。丈夫傑龍（Joel Szabat）為美國運輸部官員，與董繼玲共同創立國際領袖基金會。
董繼玲於1984年赴美留學，獲加州州立大學長堤分校企業管理碩士（MBA）學位。1988到1989年為Coro基金會的研究員，2011到2012年為美哈佛大學甘迺迪政府學院艾許中心的研究員。

## 政治職涯
在美國留學期間，董繼玲萌生從政理想。她的政治生涯正式於1991的加州開始。當時董繼玲加入皮特·威爾遜的州長競選團隊，威爾遜成功選上州長之後，指派她擔任加州國際貿易委員會和商業廳長的助理以及加州貿易投資台灣代表處的主管。
董繼玲也擔任過洛杉磯蒙特利市小區委員會副主席，促進亞裔及各種少數族群與主流社會之間的和諧。董繼玲接著擔任洛杉磯縣小區行動委員會主席，幫助貧困社區中的低收入戶家庭。董繼玲還曾是加州洛杉磯中國電視（China TV）的播報和派駐人員，也在沙加緬度亞裔商會和都市藝術委員會任職。
在1994年，董繼玲與丈夫傑龍一起建立了國際領袖基金會，該會為一非營利組織，旨在提升美國亞太族裔大學生的公民意識。董繼玲在該基金會設立的暑期公共事務實習計劃，二十多年來提供給萬名以上的學生助學金與領導訓練，並在全美有二十處地方分會。
董繼玲被喬治·沃克·布希總統任命為美國商務部國際貿易管理局的常務副部長，職責為推展美國自由貿易政策、協助美國公司進入入亞太貿易圈、開展雙邊貿易談判、並執行及督導貿易法規。她也同時擔任美國商務部少數族裔經貿發展局的主任與副局長，促進美國少數族裔發展商業、救災援建等全國統籌工作，並負責少數族裔的相關立法和教育。
在巴拉克·歐巴馬總統任內，董繼玲繼續得到重用，被指派為全國商業諮詢委員會的一員。此外，在小布希總統與川普總統底下，董繼玲都擔任總統的亞太族裔諮詢委員。
在2015年，多數黨領袖密契·麥康諾委任董繼玲為國會青年領袖獎勵的主任。
董繼玲也曾任馬里蘭州州長拉里·霍甘的州長亞太事務諮詢委員，並加入霍甘的反仇亞行動小組
。
自2017年起，董繼玲擔任全國亞裔總商会（National Ace）的總裁與CEO。該會代表了全美兩百多萬家亞太族裔商家，並在全美各地有65處分支辦公室與合夥機構。針對嚴重特殊傳染性肺炎疫情對美籍亞太族裔中小企業的衝擊，董繼玲藉National Ace推出商業復甦計畫，與次世代領袖合作推出線上系統以幫助受新冠疫情影響的亞太族裔千禧世代的創業人。董繼玲認為要幫助小型企業復甦，「國會亟需長期有效的作法來處理新冠危機。」
董繼玲也是美國普查局國家種族民族與其他人口諮詢委員會的一員，也是百人會的成員。

## 個人生活
董繼玲的丈夫傑龍是退伍軍官，也是美國政府官員，曾任川普政府交通部助理交通部長，負責航空和國際事務。